# Urraca kasztíliai királynő
Urraca (León, 1081. június 24. – Saldaña, 1126. március 8.) Kasztília és León királynője (1109 – 1126) a királyságoknak az utolsó uralkodója volt a Navarrai-házból.

## Élete
Apja, VI. (Bátor, Vitéz) Alfonz (1040 – 1109) leóni és kasztíliai király. Az édesanyja VI. Alfonz második felesége, Burgundiai Konstancia (1046 – 1093), akinek VI. Alfonz a második férje volt. Ő a Burgundiai Hercegséget uraló Capet hercegi házból származott, amely dinasztia a francia királyokat adó Capeting-ház oldalága volt.
Urraca még az apja életében férjhez ment Burgundiai Rajmund (1050? 1059? – 1107) grófhoz, aki a mórok elleni harcok végett érkezett a királyságba és az apósa – egyebek mellett – Galicia grófjává tette.
Az apja halálakor özvegyen trónra lépő királynőnek a nemesség nyomására újra meg kellett házasodnia. Még 1109-ben férjhez ment a Navarrai-ház aragóniai ágából származó I. (Harcos) Alfonz (1073 – 1134) aragóniai királyhoz (egyidejűleg I. Alfonz pamplonai/navarrai király). A teljesen eltérő egyéniségű felek házassága a kezdetektől fogva konfliktusoktól terhelt volt, I. Alfonz – átmenetileg – még el is záratta Urracát. A házastársak 1111-ben már szétváltak és 1114-ben a pápa a házasságukat érvénytelenítette. A két időpont között a kasztíliaiak és az aragóniaiak között komoly harcokra is sor került, azonban a házasság érvénytelenítése után I. Alfonz tulajdonképpen már feladta a Kasztília (és León) megszerzésére vonatkozó elképzeléseit és Urraca halálakor beletörődött abba, hogy Urraca fia legyen a királynő utóda.
A királynő fia pedig a Burgundiai Rajmund gróffal kötött házasságából származó VII. Alfonz (1105 – 1157), az első kasztíliai és leóni uralkodó a Burgundiai-házból.
Urraca egyébként házasságon kívüli kapcsolatot létesített Pedro González de Lara (1080? – 1130) gróffal, amelyből született gyermekeket törvényesítették. (A kapcsolatot egyes forrásmunkák a királynő harmadik házasságának tartják.)

## Lásd még
- Burgundiai-ház

| Előző uralkodó: VI. Alfonz | Kasztília királynője 1109 – 1126 | Következő uralkodó: VII. Alfonz |

| Előző uralkodó: VI. Alfonz | León királynője 1109 – 1126 | Következő uralkodó: VII. Alfonz |